# Decreto de casamento de Maria da Inglaterra
O decreto de casamento da rainha Maria (Queen Mary's Marriage Act, em inglês) foi um ato aprovado pelo parlamento inglês em abril de 1554 para regular o futuro casamento e reinado conjunto de Maria I da Inglaterra e de Filipe II de Espanha (na época príncipe das Astúrias), filho do Sacro Imperador Carlos V (rei da Espanha como Carlos I).
Na realidade, a lei parece ter servido como um contrato comercial entre a Inglaterra e a Espanha. Ele especifica que a Espanha pode esperar a partir da união, enquanto, ao mesmo tempo assegurando a Inglaterra não se tornaria um satélite da Espanha. 
Sob os termos do tratado de casamento, Filipe podia desfrutar de títulos e honrarias de sua esposa como rei da Inglaterra e da Irlanda durante o tempo que o casamento durasse. Todos os documentos oficiais, incluindo leis do parlamento, deveriam ser datadas com ambos os seus nomes (com o de Filipe antes de Maria, considerado adequado para o marido e esposa), e o parlamento deveria ser chamado sob a tutela conjunta do casal. A lei afirmou que Filipe tomaria parte no governo dos reinos de Maria, reservando mais autoridade para ela. Formalmente, Filipe foi co-monarca com sua esposa de acordo com a lei, que, no entanto, garantiu que o novo rei não iria tornar-se demasiado poderoso, proibindo-o de nomear estrangeiros a quaisquer cargos, tendo sua esposa ou toda criança que poderia nascer o direito de reivindicar a coroa.
Presume a lei que se o casal tivesse filhos, permitia-se a completa união pessoal entre a Inglaterra, a Irlanda e todos os reinos de Filipe herdados de seu pai ou de sua avó, a rainha Joana de Castela, mas só se filho anterior de Filipe, Carlos Lourenço, morresse sem filhos.
A lei foi revogada pelo Estatuto e revisão de leis de 1863.